# El Ceibo

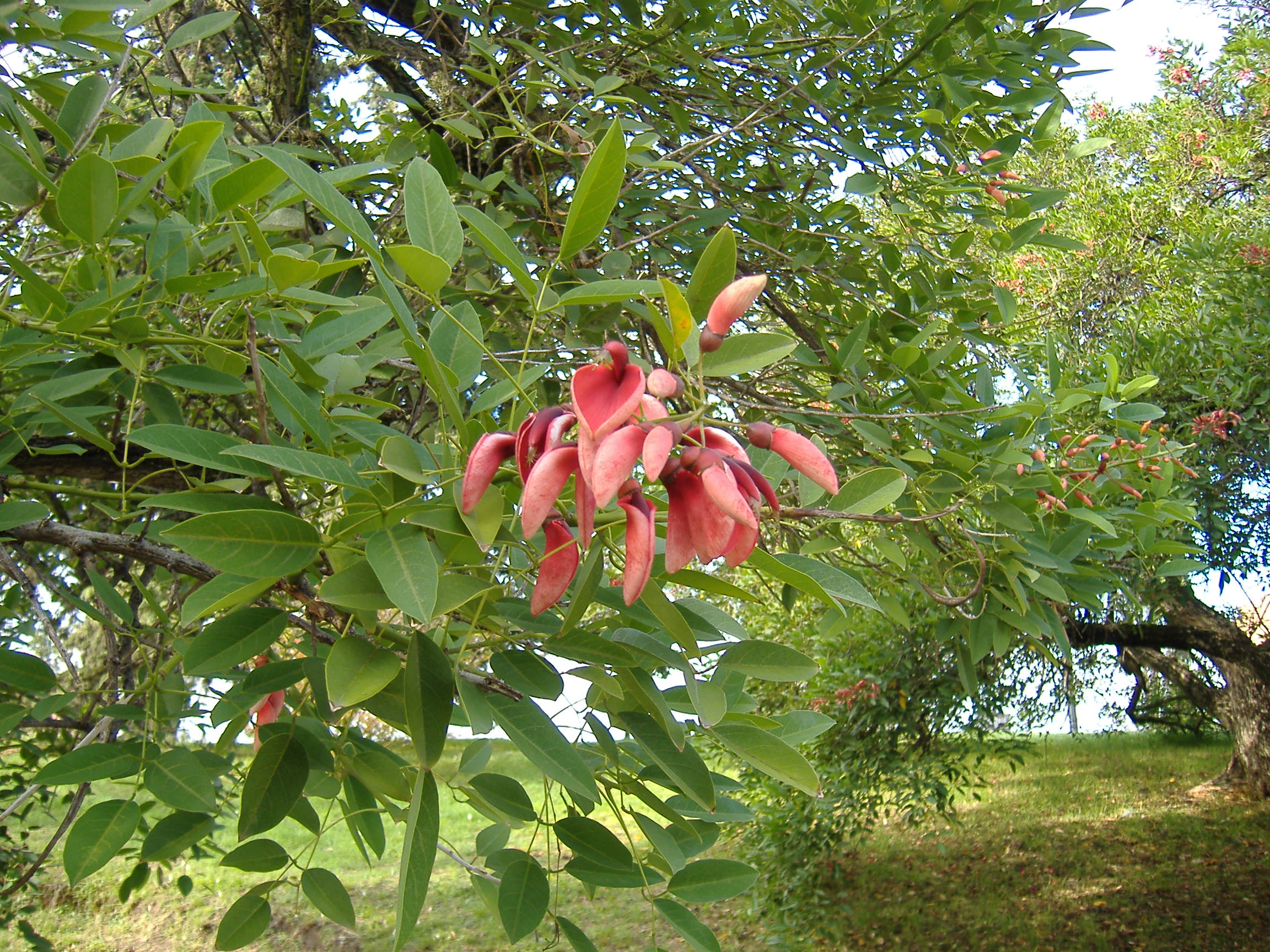
Korallenbaum „El Ceibo“

El Ceibo ist eine Produzentengenossenschaft für Kakao und Kakaoprodukte in Bolivien.

## Organisation
Die Genossenschaft „El Ceibo“ – benannt nach dem Urwaldbaum Ceibo (Erythrina crista-galli) – wurde im Jahr 1977 als Genossenschaft kleiner Kakaobauern im Alto Beni im Tiefland von Bolivien gegründet. Heute umfasst die Organisation 37 Basiskooperativen mit 1200 aktiven Mitgliedern, die wiederum mit ihren Familien insgesamt mehr als 6.000 Personen vertreten.

## Entstehung
Anfang der 1960er Jahre legte der bolivianische Staat ein von der US-amerikanischen Entwicklungsagentur USAID koordiniertes und finanziertes Umsiedlungsprogramm auf, mit dem Familien aus dem bolivianischen Altiplano die Umsiedlung in das Tiefland nahegelegt werden sollte. Das Hochland litt zu jener Zeit unter der Krise vor allem des Zinn-Bergbaus und den geringen Ernteerträgen der Landwirtschaft, so dass diese Region unter einem erheblichen Bevölkerungsdruck litt, die sich in sozialen Spannungen entlud.
Der bolivianische Staat überließ jeder umsiedlungsbereiten Familie im Tiefland zwölf Hektar Land, etwas Saatgut und Werkzeug, außerdem technische Beratung und andere Hilfsleistungen. Den Neusiedlern wurde der Anbau von Kakao empfohlen, einem Produkt, für das es sowohl in Bolivien als auch unter den Neusiedlern keine Erfahrungen gab. Da die ersten Ernteerträge von Zwischenhändlern zu Niedrigpreisen aufgekauft wurden, ergab sich für die Neusiedler der Zwang, durch gemeinsame Produktion und Vermarktung kostendeckende und existenzsichernde Preise zu erzielen.

## Produktion

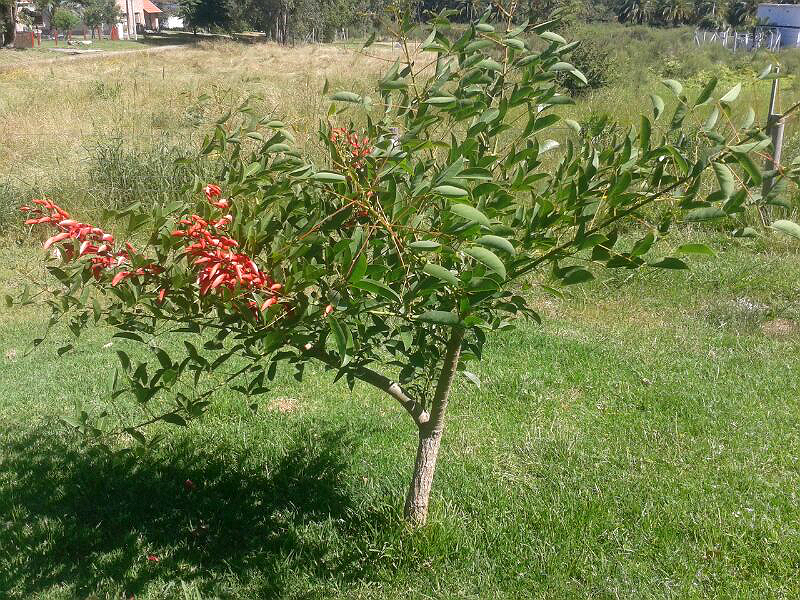
Ceibo-Jungbaum.

90 Prozent des Kakaos wird von den zur Genossenschaft gehörenden Bauernfamilien direkt fermentiert und getrocknet, nur die restlichen zehn Prozent werden in einer zentralen Verarbeitungsanlage in Sapecho im Departamento La Paz aufgearbeitet. Diese genossenschaftliche Anlage im Zentrum der Kakao-Region konnte durch Anschubfinanzierung und technische Beratung von Nichtregierungsorganisationen und Hilfswerken wie zum Beispiel dem DED und Brot für die Welt errichtet werden, ebenso wie Verarbeitungsanlagen in El Alto, der Nachbarstadt von La Paz auf dem Altiplano.
Als Nischenproduzent hat sich El Ceibo frühzeitig einer gezielten Umstellung auf ökologischen Anbau verschrieben und konnte mit Hilfe von Fair-Handels-Organisationen vor allem aus Europa Qualitätssicherungssysteme aufbauen, so dass heute ein erheblicher Anteil der Produktion den IFOAM-Bionormen entspricht.
El Ceibo stellt inzwischen 70 Prozent der gesamten Kakaoproduktion Boliviens her.

## Vermarktung
Nachdem in den ersten Jahrzehnten die Produktion von El Ceibo nahezu ausschließlich in den Fairen Handel in Europa und Nordamerika geflossen ist, werden geringere Anteile der Kakaoproduktion heute auch nach Argentinien und Chile exportiert, der Anteil des Inlandabsatzes hat bereits mehr als 25 Prozent erreicht. 1991 vereinigte sich EL CEIBO mit fünf weiteren bolivianischen Organisationen zur National Association of Ecological Agricultural Producers (AOPEB).